# Bonac-Irazein
Bonac-Irazein – miejscowość i gmina we Francji, w regionie Oksytania, w departamencie Ariège.
Według danych na rok 2020 gminę zamieszkiwało 122 osób, a gęstość zaludnienia wynosiła 4 osób/km² (wśród 3020 gmin regionu Midi-Pireneje Bonac-Irazein plasuje się na 1002. miejscu pod względem liczby ludności, natomiast pod względem powierzchni na miejscu 295.).